# Heterodon simus
Espèce
Synonymes
- Coluber simus Linnaeus, 1766

Statut de conservation UICN

 VU C1+2a(i) : Vulnérable
Heterodon simus est une espèce de serpents de la famille des Dipsadidae.

## Répartition
Cette espèce est endémique des États-Unis. Elle se rencontre dans le sud du Mississippi, le Sud de l'Alabama, en Géorgie, en Floride, en Caroline du Sud et dans le sud-est de la Caroline du Nord.

## Publication originale
- Linnaeus, 1766 : Systema naturæ per regna tria naturæ, secundum classes, ordines, genera, species, cum characteribus, differentiis, synonymis, locis. Tomus I. Editio duodecima, reformata. Laurentii Salvii, Stockholm, Holmiae, p. 1-532.